# Mont Cucco
Le mont Cucco est une montagne des Apennins culminant à 1 566 m d'altitude, qui se situe aux confins de l'Ombrie et des Marches.
Le mont Cucco se trouve à l'intérieur de la zone protégée du parc naturel du mont Cucco (Parco del Monte Cucco).

## Centres habités sur les flancs de la montagne
- Fossato di Vico
- Costacciaro
- Scheggia e Pascelupo
- Sigillo